# Józef Jelec
Józef Jelec herbu Leliwa (zm. w 1713 roku) – chorąży sanocki w latach 1699-1713, sędzia skarbowy ziemi przemyskiej w 1699 roku.